# Nucleoproteína

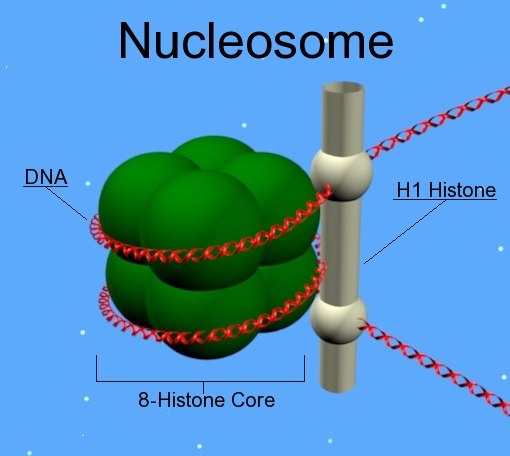
Nucleoproteína: nucleosoma en el que se observa el complejo formado por el ADN con las histonas.

Una nucleoproteina es una proteína que está estructuralmente asociada con un ácido nucleico (que puede ser ARN o ADN). El desarrollo prototípico sería cualquiera de las histonas, que son identificables en las hebras de cromatina. Otros ejemplos serían la telomerasa, una ribonucleoproteína (complejo de ARN/proteína) y la protamina. Su característica fundamental es que forman complejos estables con los ácidos nucleicos, a diferencia de otras proteínas que sólo se unen a estos de manera transitoria, como las que intervienen en la regulación, síntesis y degradación del ADN.

## Estructura y estabilidad
Dependiendo del tipo de ácido nucleico al que se unan, podemos distinguir entre Desoxirribonucleoproteínas y ribonucleoproteínas. La unión se estabiliza siempre mediante enlaces no covalentes. A esta estabilidad pueden contribuir distintos tipos de interacciones, tanto específicas como no específicas. Las primeras se unirían a secuencias de nucleótidos características, formando enlaces de hidrógeno entre las cadenas laterales de los aminoácidos y los nucleótidos. En el caso de uniones no específicas, la unión se produce entre cargas positivas de los residuos de aminoácido de las proteínas y la cadena polianiónica de fosfato del nucleótido.
Un ejemplo de unión específica sería la de las proteínas ribosómicas con el rARN. Las uniones no específicas serían los complejos característicos de los cromosomas, como los que forma la protamina en los espermatozoides de algunos animales. 
Algunos compuestos pueden destruir o debilitar la unión de las nucleoproteínas con su ácido nucleico, produciendo su disociación:
- Altas concentraciones de sales, urea o el aumento de la fuerza iónica en disolución.
- Tensioactivos ionogénicos.
- Algunos compuestos químicos polares: formamida, dimetilformamida, fenol, etc.

Algunas ribonucleoproteínas tienen la capacidad de ensamblarse in vitro bajo las condiciones adecuadas. Este sería el caso de las proteínas ribosómicas o algunas proteínas de cápsides virales. En cualquier caso, la asociación proteína-ácido nucleico conlleva cambios conformacionales en ambos elementos.
- Datos: Q419245
- Multimedia: Nucleoprotein / Q419245